# 佩尔什 (地区)
佩尔什（法語：Perche，法語發音：[pɛʁʃ] ⓘ；又称佩什）是法国的一个传统地区，是阿摩里卡丘陵与巴黎盆地之间的过渡地区。 
佩尔什地区的南边和东边以卢瓦河为界，东北至博斯地区，西接曼恩，西北临阿朗松原野（Campagne d'Alençon），北至乌什地区。 
该地区由沟地、高原、丘陵、山脊和山谷组成，有一个重要的水塔，为卢瓦尔河、塞纳河和诺曼底沿海河流流域供水。